# Cuscuta palaestina
Cuscuta palaestina ist eine Pflanzenart aus der Gattung Seide (Cuscuta) in der Familie der Windengewächse (Convolvulaceae). Wie alle Arten dieser Gattung ist sie ein Vollparasit.

## Beschreibung

### Vegetative Merkmale
Cuscuta palaestina ist eine krautige Pflanze. Der sehr dünne, meist rote Stängel ist stark verzweigt.

### Generative Merkmale
Die ungestielten Blüten sitzen in kugelförmigen Knäueln mit einem Durchmesser von 4 bis 6 mm. Die Blüten sind etwa 1,5 bis 2 mm groß und meist vierzählig, selten dreizählig und einzelne Blüten in einem Knäuel können auch fünfzählig sein. Der Kelch ist meist rötlich gefärbt und etwa so lang wie die Kronröhre. Die Kelchzipfel sind dreieckig, so lang wie breit oder etwas breiter, spitz, etwas fleischig und gekielt. Die Kronzipfel sind meist aufrecht, so lang wie die zylindrische Kronröhre, spitz und oftmals mit kapuzenförmigen Spitzen. Die Staubbeutel stehen kaum über die Krone hinaus, die Schuppen zwischen den Staubblättern erreichen meist die Staubfäden. Die Griffel sind einschließlich der Narben in etwa so lang wie der Fruchtknoten.
Die Kapselfrüchte sind kugelförmig und werden von den Resten der Krone umgeben. Die Samen haben eine Länge von 1 mm.

## Standort und Ökologie
Cuscuta palaestina parasitiert meist auf Zwergsträuchern der Batha und anderer Regionalformen der Gariden wie der Dornigen Bibernelle (Poterium spinosum), gelegentlich aber auch auf größeren Sträuchern und auf einjährigen Pflanzen.

## Systematik und Verbreitung
Die Erstbeschreibung von Cuscuta palaestina erfolgte 1849 durch Pierre Edmond Boissier in Diagnoses Plantarum Orientalium novarum. Series 2, Band 11, Seite 86.
Manche Autoren unterscheiden zwei Varietäten:
- Cuscuta palaestina Boiss. var. palaestina: sie kommt von Sizilien und dem östlichen Mittelmeerraum bis zum westlichen Iran vor.[3]
- Cuscuta palaestina var. syriana Yunck.:[4] Bei dieser Varietät ist der Kelch tiefer geteilt mit spitzen bis zugespitzten Zipfeln und undeutlicher Kapuzenspitze. Die Krone ist häutig. Sie ist in Syrien und Libanon zumindest die vorherrschende Form dieser Art.[5] Auch für Palästina wird sie angegeben,[3][4] konnte aber bei einer taxonomischen Bearbeitung der Gattung Cuscuta Palästinas nicht gefunden werden.[1]